# Redmine
Redmine — вільний серверний вебзастосунок для управління проєктами та відстежування помилок. До системи входить календар-планувальник та діаграми Ганта для візуального представлення ходу робіт за проєктом та строків виконання. Redmine написано на Ruby і є застосунком розробленим з використанням відомого веб-фреймворку Ruby on Rails, що означає легкість в розгортанні системи та її адаптації під конкретні вимоги. Для кожного проєкту можна вести свої вікі та форуми.

## Функціональні можливості
- Ведення декількох проєктів
- Гнучка система доступу з використанням ролей
- Система відстеження помилок
- Діаграми Ганта та календар
- Ведення новин проєкту, документів та управління файлами
- Сповіщення про зміни за допомогою RSS-потоків та електронної пошти
- Власна Wiki для кожного проєкту
- Форуми для кожного проєкту
- Облік часових витрат
- Налаштування власних (custom) полів для задач, затрат часу, проєктів та користувачів
- Легка інтеграція із системами керування версіями (SVN, CVS, Git, Mercurial, Bazaar и Darcs)
- Створення записів про помилки на основі отриманих листів
- Підтримка LDAP автентифікації
- Можливість самореєстрації нових користувачів
- Багатомовний інтерфейс (у тому числі українська мова)
- Підтримка СКБД: MySQL, PostgreSQL, SQLite, Microsoft SQL Server.